# 肯代赖希·陶马什
肯代赖希·陶马什（匈牙利語：Kenderesi Tamás，匈牙利語發音：[ˈkɛndɛrɛʃi ˈtɒmaːʃ]，1996年12月13日—）是一名匈牙利男子游泳运动员，主攻200米蝶泳项目。他从5岁时开始学习游泳。

## 运动生涯
2014年7月，肯代赖希出战在荷兰多德雷赫特举行的欧洲青年游泳锦标赛，在男子200米蝶泳上以1分56秒74获得冠军。一个月后，他参加了中国南京举行的第2届夏季青年奥运会，在同一项目上以1分55秒95战胜队友格拉茨·本亚明获得金牌。
2015年，肯代赖希因为患上肝脾淋巴结肿大，需做数个月的康复治疗，没能参加在俄罗斯喀山举行的第16届世界游泳锦标赛。
2016年5月，复出后的肯代赖希参加了英国伦敦举行的欧洲游泳锦标赛，他在200米蝶泳上游出1分55秒39，落后于队友切赫·拉斯洛和丹麦选手Viktor Bromer，最终获得该项目的铜牌。与此同时他还参加了50米蝶泳和100米蝶泳，两个项目分别以42名和23名止步预赛。同年8月，他参加了巴西里约热内卢举行的第31届夏季奥运，在唯一的参赛项目200米蝶泳上，他表现出色，预赛和半决赛都以第1名的身份晋级，在最后的决赛中，他游出了1分53秒62，落后于美国名将迈克尔·菲尔普斯和后来居上的日本选手坂井圣人，获得一枚铜牌。
2017年，肯代赖希首次参加世界游泳锦标赛，他在唯一参加的200米蝶泳项目上以1分54秒73的成绩获得第4名，无缘奖牌。同年12月，他参加了丹麦哥本哈根举行的欧洲短池游泳锦标赛，获得200米蝶泳铜牌，这是他获得的首枚短池欧锦赛奖牌。
2018年8月，肯代赖希再次出战欧洲锦标赛，他在200米蝶泳项目上游出1分54秒36的成绩，不敌队友米拉克·克里什托夫获得银牌。一年后，他第二次参加世界游泳锦标赛，在200米蝶泳上以1分57秒10获得第8名。

## 性骚扰丑闻
在2019年韩国光州世界游泳锦标赛期间，肯代赖希被指控在当地的一家俱乐部对一名18岁韩国女性实施性骚扰，尽管他在被警察扣押后不久被释放，他仍被禁止离开韩国。后来肯代赖希本人在社交平台上回应此事时否认了性骚扰的指控，称自己只是摸了下对方的臀部。最后肯代赖希在缴纳300万韩圆的罚款后，于8月1日获准离开韩国，他也于2019年11月获匈牙利游泳联合会的书面斥责，同时也被禁止在六个月内接受国家队资助。